# Cyclomia alternata
Cyclomia alternata är en fjärilsart som beskrevs av W. Warren 1900. Cyclomia alternata ingår i släktet Cyclomia och familjen mätare. Inga underarter finns listade i Catalogue of Life.